# Saint-Philippe-d'Aiguille
Saint-Philippe-d'Aiguille è un comune francese di 428 abitanti situato nel dipartimento della Gironda nella regione della Nuova Aquitania.

## Società

### Evoluzione demografica
Abitanti censiti